# Јунгашки пиринчев пацов
Јунгашки пиринчев пацов или венецуелански пиринчев хрчак (лат. Hylaeamys yunganus, рус. Венесуэльский рисовый хомяк) је врста глодара из породице хрчкова (Cricetidae).

## Распрострањење
Врста је присутна у Боливији, Бразилу, Венецуели, Гвајани, Еквадору, Колумбији, Перуу, Суринаму и Француској Гвајани.

## Станиште
Јунгашки пиринчев пацов насељава амазонске кишне шуме на надморској висини од 0 до 2.000 m, од Гвајана и јужне Венецуеле, преко падина Анда и низија у средњој Колумбији, источном Еквадору, источном Перуу (екорегион Јунгас) и северној Боливији (екорегион Јунгас) до средњег Бразила.

## Угроженост
Ова врста није угрожена, и наведена је као последња брига јер има широко распрострањење.

### Популациони тренд
Популација ове врсте је стабилна, судећи по доступним подацима.